# Музей искусства Санкт-Петербурга XX—XXI веков
Музей искусства Санкт-Петербурга XX-XXI веков / МИСП — государственный художественный музей в Санкт-Петербурге, учреждённый в 2016 году.

## История музея
Официально статус музея был получен в январе 2016 года. Музей является филиалом Центрального выставочного зала «Манеж».
При этом художественную деятельность МИСП вёл с момента  основания коллекции, то есть с 1990 года, когда с подачи Анатолия Собчака постановлением Коллегии Главного управления культуры исполкома Ленсовета Центральному выставочному залу «Манеж» было поручено начать формирование фонда произведений ленинградских художников с целью создания в Санкт-Петербурге Музея современного искусства. В 1990 году Отдел современного искусства был создан в структуре ЦВЗ «Манеж».
К концу 1990-х коллекция отдела современного искусства разрослась настолько, что в Манеже перестало хватать места для её хранения. Администрация Санкт-Петербурга начала предлагать варианты отдельного здания: сначала Новую Голландию, потом здание Варшавского вокзала, Никольский рынок, завод «Бавария». В итоге МИСП получил собственное небольшое помещение на канале Грибоедова, где до революции находился полицейский архив.
Постоянную экспозицию МИСП планирует развернуть в 2023 году, так как музею наконец-то выделили большое пространство бывших казарм на углу набережной Обводного канала и Лермонтовского проспекта, рядом с станцией метро «Балтийская».

## Коллекция
Собрание музея насчитывает около 3500 единиц хранения. Коллекция МИСП охватывает всю историю развития искусства Петрограда-Ленинграда-Санкт-Петербурга, представляя различные тенденции направлений и стилей двух столетий – от авангарда 1920-х годов, соцреализма послевоенного периода, поисков «левого» крыла Союза художников и андеграунда 1960-1970-х годов, включая тенденции сегодняшнего дня.
В числе авторов: Ян Антонышев, Александр Арефьев, Завен Аршакуни, Анатолий Басин, Александр Борков, Рашид Доминов, Владимир Духовлинов, Анатолий Заславский, Борис Калаушин, Дмитрий Каминкер, Михаил Карасик, Сергей Ковальский, Георгий Ковенчук, Вера Матюх, Валерий Мишин, Вячеслав Михайлов, Галина Молчанова, Гафур Мендагалиев, Андрей Мыльников, Вячеслав Пакулин, Алексей Парыгин, Валерий Пименов, Александр Позин, Алексей Почтенный, Владимир Прошкин, Давид Плаксин, Вадим Рохлин, Николай Сажин, Александр Самохвалов, Людмила Сергеева, Константин Симун, Лев Сморгон, Марина Спивак, Виктор Тихомиров, Борис Угаров, Геннадий Устюгов, Татьяна Назаренко, Тимур Новиков, Ольга Флоренская, Вася Хорст, Валентин Чиков, Дмитрий Шагин, Владимир Шинкарёв, Владимир Яшке.

## Выставки (выборочно)
- Юбилейная выставка «Комплексное зрелище». — Музей искусства Санкт-Петербурга XX-XXI веков. Санкт-Петербург. 9 декабря 2021 — 27 февраля 2022[4][5]
- Зеркала и зазеркалье (международный выставочный проект). — Музей искусства Санкт-Петербурга XX-XXI веков. Санкт-Петербург. 10 ноября 2020 — 31 января 2021[6].
- Новая библиотека. — Музей искусства Санкт-Петербурга XX-XXI веков. Санкт-Петербург. 18 января — 25 февраля 2018.